# Siff Lundgreen
Siff Gyllenborg Lundgreen (* 5. März 1993 in Albertslund) ist eine dänische Schauspielerin und Drehbuchautorin.

## Leben
Lundgreen wurde am 5. März 1993 in Albertslund auf der Insel Seeland geboren. Sie machte 2019 ihren Schauspielabschluss an der Danish National School of Performing Arts in Odense.
2014 gab sie ihr Schauspieldebüt in eine der Hauptrollen im Liebesfilm Threesome. Sie verkörpert eine Sexualwissenschaftsstudentin, die mit ihrem Freund und ihrer besten Freundin eine Dreiecksbeziehung beginnt, als diese bei dem Paar einzieht. Lundgreen war, wie auch die anderen Hauptdarsteller, am Drehbuch zum Film beteiligt.

## Filmografie (Auswahl)
- 2014: Threesome (En, to, tresomt, auch Drehbuch)